# Hytteost
 Der er for få eller ingen kildehenvisninger i denne artikel, hvilket er et problem. Du kan hjælpe ved at angive troværdige kilder til de påstande, som fremføres i artiklen.

Hytteost er et surmælksprodukt. Grundlæggende fremstilles hytteost ved, at man opvarmer skummetmælk og en syre tilsættes. Derefter stivner det, og man skal tage "massen" op og opbevare den et tillukket sted. Bagefter tilsættes smagsstoffer, såsom salt og krydderier.
Hytteost var kendt i Centraleuropa i årene inden Amerika blev opdaget. Opskriften har været et slags husråd til, hvad man kunne lave af sur mælk. Amerikanske nybyggere gjorde hytteost til en tradition, og derfor har de ofte fået æren for spisen.
Navnet stammer fra engelsk, hvor det hedder cottage cheese, som direkte oversat netop betyder hytteost. "Hytte" er, fordi osten blev lavet af selv de fattige nybyggere i små hytter.
Hytteost blev kendt i Danmark, fordi man startede produktionen på anmodning fra den amerikanske hær i 1950. Salget til almindelige forbrugere begyndte dog først i 1963.